# 普列斯納湖
普列斯納湖（白俄羅斯語：Плесна）是白俄羅斯的湖泊，位於烏沙奇東北24公里，由維捷布斯克州負責管轄，長0.64公里、寬0.44公里，面積0.18平方公里，流域面積7平方公里，湖岸線長度2.07公里，最大水深9.5米。